# Oulches-la-Vallée-Foulon
Oulches-la-Vallée-Foulon és un municipi francès situat al departament de l'Aisne i a la regió dels Alts de França. L'any 2007 tenia 50 habitants.

## Demografia

### Població
El 2007 la població de fet d'Oulches-la-Vallée-Foulon era de 50 persones. Hi havia 20 famílies de les quals 8 eren unipersonals (8 dones vivint soles i 8 dones vivint soles), 8 parelles sense fills i 4 parelles amb fills.
La població ha evolucionat segons el següent gràfic:
Habitants censats

### Habitatges
El 2007 hi havia 35 habitatges, 25 eren l'habitatge principal de la família, 9 eren segones residències i 1 estava desocupat. 30 eren cases i 4 eren apartaments. Dels 25 habitatges principals, 17 estaven ocupats pels seus propietaris i 8 estaven llogats i ocupats pels llogaters; 5 tenien tres cambres, 11 en tenien quatre i 9 en tenien cinc o més. 20 habitatges disposaven pel capbaix d'una plaça de pàrquing. A 7 habitatges hi havia un automòbil i a 14 n'hi havia dos o més.

### Piràmide de població
La piràmide de població per edats i sexe el 2009 era:
| Homes | Edats   | Dones |
| ----- | ------- | ----- |
| 0     | 95 o +  | 0     |
| 0     | 90 a 94 | 0     |
| 0     | 85 a 89 | 4     |
| 0     | 80 a 84 | 0     |
| 0     | 75 a 79 | 0     |
| 0     | 70 a 74 | 4     |
| 0     | 65 a 69 | 0     |
| 4     | 60 a 64 | 0     |
| 4     | 55 a 59 | 4     |
| 4     | 50 a 54 | 4     |
| 0     | 45 a 49 | 4     |
| 4     | 40 a 44 | 0     |
| 0     | 35 a 39 | 0     |
| 0     | 30 a 34 | 0     |
| 0     | 25 a 29 | 0     |
| 0     | 20 a 24 | 4     |
| 0     | 15 a 19 | 0     |
| 0     | 10 a 14 | 4     |
| 0     | 5 a 9   | 0     |
| 0     | 0 a 4   | 0     |

## Economia
El 2007 la població en edat de treballar era de 33 persones, 25 eren actives i 8 eren inactives. De les 25 persones actives 22 estaven ocupades (12 homes i 10 dones) i 3 estaven aturades (1 home i 2 dones). De les 8 persones inactives 5 estaven jubilades, 1 estava estudiant i 2 estaven classificades com a «altres inactius».

## Poblacions més properes
El següent diagrama mostra les poblacions més properes.